# Peukestas (Diadoche)
Peukestas (altgriechisch Πευκέστας Peukéstas; * um 350 v. Chr.; † nach 315 oder 301 v. Chr.) war ein Leibwächter (somatophylax) Alexanders des Großen und zählte nach dessen Tod zu den Diadochen. Peukestas war der Sohn eines Alexandros und wurde wahrscheinlich um das Jahr 350 v. Chr. in Mieza geboren.

## Asienfeldzug
Über Peukestas’ Wirken auf dem Asienfeldzug Alexanders ist nichts weiter bekannt, außer dass er ihn als Hypaspist bestritt. Erst im Jahr 326 v. Chr. wird er als einer der Trierarchen der Indusflotte genannt, mit der Alexander den Hydaspes und Indus hinab fuhr. Bei der Erstürmung der Stadt Multan im Januar 325 v. Chr. (Mallerfeldzug) zeichnete sich Peukestas als Lebensretter des von einem Pfeil verwundeten Alexander aus, indem er ihn mit dessen Schild schützte und ihn gemeinsam mit Leonnatos auf dem Schild aus der Gefahrenzone trug. Dieser Schild soll einst Achilles gehört haben, der zusammen mit dessen Rüstung aus dem heiligen Tempel der Athene von Troja in den Besitz Alexanders gelangt sein soll.
Durch diese Tat stieg Peukestas in den engsten Freundeskreis Alexanders auf und wurde einer seiner Somatophylakes. Bei den Feierlichkeiten zur Massenhochzeit von Susa 324 v. Chr. wurde er von Alexander mit einem goldenen Diadem gekrönt. Um dieselbe Zeit hatte Alexander den Satrapen der Persis, Orxines, hinrichten lassen, weil dieser sich während der Abwesenheit des Königs in Indien selbst in dieses Amt eingesetzt hatte. Peukestas selbst wurde nun mit der Statthalterschaft über eine der wichtigsten Provinzen des Reiches mit der Hauptstadt Persepolis betraut. Er qualifizierte sich deshalb für dieses Amt, weil er als einziger Makedone die Bereitschaft aufgebracht hatte, persische Sitten und Sprache zu lernen sowie persische Kleider zu tragen.

## Alexanders Tod
Nach den Ephemeriden des Folgejahres war Peukestas in Babylon an dem letzten Trinkgelage Alexanders beteiligt, der danach schwer erkrankte. Dabei soll er mit Seleukos und anderen im Tempel des Gottes Serapis geschlafen haben, den er dabei darum bat, den kranken König in den Tempel bringen zu dürfen, damit er dort durch Gebete geheilt werden könne. Der Gott aber wies dieses Gesuch ab, worauf Alexander wenig später starb, nachdem er sein Reich „dem Besten“ übergeben hatte.
Diese Überlieferung zum Tod Alexanders gilt allerdings als wenig glaubwürdig, da der Serapiskult erst Jahre später durch Ptolemaios in Ägypten begründet wurde. Dass Peukestas überhaupt zu diesem Zeitpunkt in Babylon war, ist zweifelhaft, da Satrapen in der Regel in ihren Amtsbereichen zurückblieben und nicht mehr der unmittelbaren Umgebung des Königs angehörten.

## Diadoche
Peukestas wurde vom neuen Reichsregenten Perdikkas in seiner Satrapie anerkannt, die er auch nach dessen Ende 320 v. Chr. auf der Konferenz von Triparadeisos von Antipater bestätigt bekam. Sein Bruder, Amyntas, wurde 320 v. Chr. zum Leibwächter von König Philipp III. Arrhidaios ernannt.
In den wechselseitigen Diadochenkriegen war Peukestas, wie alle anderen Satrapen des Ostens auch, zunächst nicht involviert. Stattdessen waren sie mit ihren eigenen Machtkämpfen untereinander beschäftigt. Im Jahr 318 v. Chr. eroberte der Satrap von Medien, Peithon, die Provinz Parthien und setzte dort seinen Bruder als Satrap ein. Die anderen Satrapen verbündeten sich darauf und bildeten ein großes Heer. Peukestas steuerte dabei mit 10.000 persischen Bogenschützen, 3.000 Fußtruppen, 600 makedonischen und 400 persische Reitern das größte Kontingent bei, womit er einen Führungsanspruch unter den Satrapen des Ostens bekundete. Die Satrapenallianz schlug Peithon 317 v. Chr. nach Medien zurück und stellte das ursprüngliche Machtgefüge im Osten wieder her.
Unmittelbar darauf wurde auch der Osten zum Schauplatz der Diadochenkämpfe, als Eumenes von Kardia 317 v. Chr. mit seinem Heer den Tigris überquerte und Susa erreichte. Eumenes wurde vom Reichsregenten Polyperchon zum Strategen (Oberbefehlshaber) von Asien ernannt, was aber vom vormaligen Inhaber dieses Amtes, Antigonos Monophthalmos, bestritten wurde. Eumenes forderte die Satrapen auf, ihn im Kampf gegen Antigonos zu unterstützen, und verlieh dieser Aufforderung durch einen Brief des Reichsregenten, der im Namen der regierungsunfähigen Könige verfasst wurde, seinen Nachdruck. Peukestas und seine Amtskollegen leisteten dem nur widerstrebend Folge, da sie ihren Interessen nach eher im Abseits den Ausgang des Kampfes abgewartet hätten, um sich dann dem Sieger anzudienen. Vor allem Peukestas soll in der Folge Eumenes’ Führungsposition untergraben haben, indem er selber einen Anspruch auf den Oberbefehl stellte. Er war wohl auch die treibende Kraft hinter der Verweigerung der Satrapen zu Eumenes’ Plan, eine Landverbindung zu Polyperchon in Europa herzustellen. Seine Ausnahmestellung in der Allianz des Eumenes demonstrierte Peukestas, als er in Persepolis ein Opferbankett vollzog, das sich in seinem Ritus an persische Gebräuche anlehnte. Dabei brachte er hohen persischen Adligen die gleichen Ehren entgegen wie den Makedonen. Zugleich demonstrierte er damit auch seine Verbundenheit mit dem Persertum. Durch den Historiker Hieronymos von Kardia, der dem Gefolge Eumenes’ angehörte, wurde der Ablauf dieses Kultes überliefert.
Sein Bündnis mit Eumenes gab Peukestas schon bald auf, als ihr Heer in der Schlacht von Gabiene dem des Antigonos gegenüberstand. Peukestas hatte das Kommando über die starke Reiterei inne, das den rechten Flügel bildete. Obwohl sich ihr Zentrum (die „Silberschilde“) gegen den Feind halten konnte, führte Peukestas die Kavallerie kampflos vom Schlachtfeld, nachdem der linke Flügel aufgerieben worden war. Dadurch wurde Eumenes’ Niederlage besiegelt. Seine Tatenlosigkeit bei Gabiene zahlte sich nicht für Peukestas aus. Als Antigonos im Jahr 315 v. Chr. nach Persepolis kam, um eine Neuordnung der Satrapien des Ostens vorzunehmen, wurde Peukestas trotz seiner Popularität bei den Persern des Amtes enthoben und durch Asklepiodoros ersetzt. Der persische Adlige Thespios, der gegen diese Maßnahme seinen Einwand erhob, wurde von Antigonos umgehend hingerichtet.
Peukestas verschwand damit aus der Überlieferung. Einem Historikerfragment zufolge könnte er noch nach der Schlacht von Ipsos im Jahr 301 v. Chr. dem Gefolge des Demetrios Poliorketes angehört haben.